# Diaspora zimbabwese
Per diaspora zimbabwese si intende il fenomeno migratorio delle persone provenienti dalla nazione dello Zimbabwe. Il numero di zimbabwesi fuggiti dal loro paese si aggira a 5 milioni (circa un terzo di tutta la popolazione dello Zimbabwe attuale), anche se alcune stime parlano di 7 milioni. Le persone che hanno subito la diaspora erano appartenenti a diverse etnie tra le quali quella Ndebele, Shona, bianchi, ebrei, asiatici, mulatti e altri gruppi minoritari. La maggior parte dei paesi di destinazione erano paesi anglofoni come il vicino Sudafrica, l'Australia, il Canada, il Botswana e altri ancora.

## I discendenti della diaspora
Un elenco in ordine alfabetico dei zimbabwesi emigrati e poi divenuti personaggi famosi.
A
- Mike Auret
- Allan Anderson (teologo)
- Miles Anderson
- Rob Adams (architetto)
- Bert Amato

B
- Kork Ballington
- Gary Ballance
- Janet Banana
- Kundai Benyu
- Michael Berridge
- Brad Barritt
- Heston Blumenthal
- Macauley Bonne
- Duncan Bradshaw
- Ryan Butterworth
- Linda-Gail Bekker
- Dale Benkenstein

C
- Charlene, Principessa di Monaco
- David Candler
- Sophie Chandauka
- Maggie Chapman
- Tongoona Charamba
- Alex Callinicos
- Hilton Cartwright
- Rick Cosnett
- Brian Chikwava
- Adam Chicksen
- Radzi Chinyanganya
- Nora Chipaumire
- Bevil Conway
- Gary Crocker
- Ian Crozier
- Johnny Clegg
- Nick Compton
- Ben Curran
- Sam Curran
- Tom Curran (giocatore di Cricket)
- Derek Chisora
- Chipo Chung
- John Collins (Businessman)
- Adam Croasdell
- Liz Chase
- Rowan Cronjé
- Tendayi Darikwa
- Stuart Davidson (giocatore di cricket)
- Mati Hlatshwayo Davis
- David Denton
- Jabulani Dhliwayo
- Cheryllyn Dudley
- Brian Dzingai

E
- Chris Ellison (politico)
- Dave Ewers
- Eska (cantante)

F
- Norman Featherstone
- Duncan Fletcher
- Sean Fletcher
- Andy Flower

G
- Brendan Galloway
- Adrian Garvey
- Norman Geras
- Michael Gibbs (compositore)
- Nathan Gilchrist
- Kyle Godwin
- Scott Gray (rugby)
- George Gregan
- Anthony Graham (giocatore di squash)
- Natalie Gumede
- Danai Gurira
- Bruce Grobbelaar

H
- Richard Halsall
- Angela Hannah
- Paul Harris (giocatore di cricket)
- Derek Hudson
- Paula Hawkins (scrittrice)
- Graeme Hick
- Ryan Higgins (giocatore di cricket, nato nel 1995)
- Rujeko Hockley
- Natasha Howard (rematrice)

I
- Kubi Indi

J
- Jafaris
- Jamelia
- Axcil Jefferies
- Tendayi Jembere
- Gwynne Jones
- Brendon de Jonge

K
- Bruce Keogh
- Tawana Kupe

L
- David Levin (businessman)
- Paul Le Roux
- Doris Lessing
- Lauren Liebenberg
- Mandy Loots

M
- Connie M'Gadzah
- Miles Maclagan
- Paul Maritz
- Adam Madebe
- Mutumwa Mawere
- Anne McClintock
- Julian Mavunga
- Khalil Madovi
- Simon Manyonda
- Nyasha Matonhodze
- Kotaro Matsushima
- MF Doom
- Charles Mudede
- Strive Masiyiwa
- Joe Maphosa
- Chris Martin
- Alexander McCall Smith
- Mark McNulty
- Obi Mhondera
- David Moyo
- Tendai Mtawarira
- Kristine Musademba
- Admiral Muskwe
- Masimba Musodza
- Tkay Maidza
- Lucian Msamati
- Brian Mujati
- Lutalo Muhammad
- Andrew Murray ( Politico Australiano)

N
- Ian Napa
- Malachi Napa
- Reiss Nelson
- Thandie Newton
- Takudzwa Ngwenya
- Peter Niesewand
- Sebastian Negri
- Lewin Nyatanga
- Denis Norman
- Tristan Nydam

P
- Regé-Jean Page
- Nico Parker
- Kevin Parker (musicista)
- Nick Price
- Ian Prior (rugbista)
- Callum Paterson
- Andrew Pattison
- Ian Perrie
- David Pocock
- Clive Puzey

R
- Rationale (musicista)
- Caylin Raftopoulos
- Andy Rinomhota
- Bradley Robinson (giocatore di cricket)
- Douglas Rogers (scrittore)
- Adam Rouse
- Roxanne Roux
- Kristina Rungano
- Tivonge Rushesha

S
- George Shire
- Glen Salmon
- Patricia Schonstein
- Bobby Skinstad
- Aaron Sloman
- Samuel Robin Spark
- Lauren St John
- Candice Swanepoel
- Gary Teichmann
- James Thindwa
- Tinashe
- Tererai Trent
- Judith Todd
- Kennedy Tsimba

V
- Mariette Van Heerden
- Sindisiwe van Zyl
- Tando Velaphi
- Wayne Visser

W
- Michael Walker, Baron Walker of Aldringham
- Andrew Walton
- Roy Welensky
- Richard Wells (giocatore di cricket)
- Gayle Williams
- Jenni Williams

Z
- Jordan Zemura